# Тетрацианопалладат(II) калия
Тетрацианопалладат(II) калия — неорганическое соединение, 
комплексный цианид палладия и калия
с формулой K2[Pd(CN)4],
 
растворимые в воде,
образует кристаллогидрат — бесцветные кристаллы.

## Получение
- Реакция хлорида палладия(II) с концентрированным раствором цианистого калия:

{\displaystyle {\mathsf {PdCl_{2}+2KCN\ {\xrightarrow {}}\ Pd(CN)_{2}\downarrow +2KCl}}}
{\displaystyle {\mathsf {Pd(CN)_{2}+2KCN\ {\xrightarrow {}}\ K_{2}[Pd(CN)_{4}]+2KCl}}}

## Физические свойства
Тетрацианопалладат(II) калия образует светло-жёлтые кристаллы.
Растворяется в воде.
Образует кристаллогидраты состава K2[Pd(CN)4]•n H2O, где n = 1 и 3.

## Химические свойства
- Безводную соль получают сушкой кристаллогидрата:

{\displaystyle {\mathsf {K_{2}[Pd(CN)_{4}]\cdot 3H_{2}O\ {\xrightarrow {200^{o}C}}\ K_{2}[Pd(CN)_{4}]+3H_{2}O}}}
- Разлагается при нагревании:

{\displaystyle {\mathsf {K_{2}[Pd(CN)_{4}]\ {\xrightarrow {400-600^{o}C}}\ Pd+2KCN+C_{2}N_{2}}}}